# Abricots (ort)
Abricots är en ort i Haiti.   Den ligger i departementet Grand'Anse, i den västra delen av landet, 210 km väster om huvudstaden Port-au-Prince. Abricots ligger 180 meter över havet och antalet invånare är 1 245.
Terrängen runt Abricots är kuperad åt sydost, men norrut är den platt. Havet är nära Abricots norrut. Runt Abricots är det ganska tätbefolkat, med 192 invånare per kvadratkilometer. Närmaste större samhälle är Dame-Marie, 11,5 km sydväst om Abricots. Omgivningarna runt Abricots är en mosaik av jordbruksmark och naturlig växtlighet.